# ᴭ
ᴭ, appelé Æ majuscule en exposant, Æ majuscule supérieur ou lettre modificative majuscule Æ, est un symbole phonétique utilisé dans certaines versions de l’alphabet phonétique ouralique. Il est composé d’un Æ majuscule mis en exposant.

## Représentations informatiques
La lettre lettre modificative Æ majuscule peut être représenté avec les caractères Unicode suivants (Latin étendu – extensions phonétiques) :
| formes       | représentations | chaînes de caractères | points de code | descriptions                     | note                            |
| ------------ | --------------- | --------------------- | -------------- | -------------------------------- | ------------------------------- |
| modificative | ᴭ               | ᴭ                     | U+1D2D         | lettre modificative majuscule ae | codé pour le symbole phonétique |

## Sources
- (en) Finlande, Irlande, Norvège ISO/IEC JTC1/SC2/WG2, Uralic Phonetic Alphabet characters for the UCS (no N2419, L2/02-141), 20 mars 2002 (lire en ligne)
- (de) Toivo Lehtisalo, Juraksamojedisches Wörterbuch, Helsinki, Suomalais-Ugrilainen Seura, coll. « Lexica Societatis Fenno-ugricae » (no 13), 1956